# William Rowan Hamilton
Sir William Rowan Hamilton (Dublino, 4 agosto 1805 – Dublino, 2 settembre 1865) è stato un matematico, fisico, astronomo e poliglotta irlandese, noto per i suoi contributi nello sviluppo dell'ottica, della meccanica e dell'algebra.
Il suo più grande contributo è forse la riformulazione della meccanica newtoniana sotto forma di meccanica hamiltoniana che è parte della meccanica razionale. Questo lavoro si è dimostrato centrale per lo studio moderno di teorie di campo classiche come l'elettromagnetismo e per lo sviluppo della meccanica quantistica in cui è centrale l'operatore hamiltoniano. In matematica è meglio noto come l'inventore dei quaternioni. Hamilton mostrò il suo immenso talento in età precoce, come notò John Breinkley, astronomo e vescovo di Cloyne, nel 1823 quando Hamilton aveva diciotto anni: “Questo giovane, non dico sarà, ma è, il matematico migliore della sua età.”

## Biografia
Figlio del solicitor Archibald Hamilton, nacque il 4 agosto 1805 a Dublino al 36 di Dominick Street. Bambino prodigio, fu educato dallo zio James Hamilton (curato di Trim), sacerdote anglicano.
Il genio di Hamilton si fece notare, già in giovane età, nella capacità di apprendere le lingue: a sette anni aveva fatto progressi considerevoli nella conoscenza dell'ebraico, e prima dei tredici anni aveva imparato, sotto l'istruzione dello zio linguista, molte lingue. Fra queste, oltre alle lingue classiche europee e le lingue romanze, il persiano, l'arabo, l'hindi, il sanscrito, il marathi e il malese. Fino alla fine continuò a leggere in persiano e in arabo.
Hamilton frequentò la piccola ma ottima scuola di matematica associata al Trinity College di Dublino, dove passò la vita. Studiò materie classiche e scientifiche, e fu nomitato professore di astronomia nel 1827. Hamilton morì per un attacco di gotta e fu sepolto nel Mount Jerome Cemetery di Dublino.

## Le sue scoperte
I contributi matematici di William Rowan Hamilton includono lo studio dell'ottica geometrica, adattando metodi della dinamica nei sistemi ottici, usando quaternioni e vettori in problemi di meccanica e geometria, sviluppando la teoria delle coppie di funzioni coniugate algebricamente (in cui i numeri complessi sono costruiti come coppie ordinate di numeri reali), risolvibilità delle equazioni polinomiali e una formula per risolvere polinomi di quinto grado tramite radicali, l'analisi delle funzioni fluttuanti e l'idea dell'analisi di Fourier, operatori lineari sui quaternioni e la dimostrazione di risultati per operatori lineari su spazi di quaternioni (un caso particolare del teorema più generale oggi chiamato Teorema di Cayley-Hamilton). Hamilton inventò anche il "calcolo icosiano", che usò per indagare percorsi chiusi su un dodecaedro passanti per ogni vertice solo una volta.
Inoltre è autore della teoria della Fisica Classica Hamiltoniana.